# Collpa Cocha
Collpa Cocha är en sjö i Bolivia.   Den ligger i departementet Cochabamba, i den centrala delen av landet, 170 km norr om huvudstaden Sucre. Collpa Cocha ligger 3 765 meter över havet.
Trakten runt Collpa Cocha består i huvudsak av gräsmarker. Runt Collpa Cocha är det glesbefolkat, med 10 invånare per kvadratkilometer.